# Bradysia cuspidalis
Bradysia cuspidalis är en tvåvingeart som beskrevs av Menzel och Werner Mohrig 1991. Bradysia cuspidalis ingår i släktet Bradysia och familjen sorgmyggor. Inga underarter finns listade i Catalogue of Life.